# Novaki (Dubrava)
Novaki es una localidad de Croacia en el municipio de Dubrava, condado de Zagreb.

## Geografía
Se encuentra a una altitud de 141 m s. n. m. a 59 km de la capital nacional, Zagreb.

## Demografía
En el censo 2011, el total de población de la localidad fue de 192 habitantes.
Según estimación 2013 contaba con una población de 198 habitantes.